# Терр-де-От-Шарант
Терр-де-От-Шарант (фр. Terres-de-Haute-Charente) — муніципалітет у Франції, у регіоні Нова Аквітанія, департамент Шаранта. Терр-де-От-Шарант утворено 1 січня 2019 року шляхом злиття муніципалітетів Женуяк, Мазьєр, Ла-Перюз, Румазьєр-Лубер i Сюрі. Адміністративним центром муніципалітету є Румазьєр-Лубер. Населення — 3829 осіб (01.01.2021).